# Mariya Vostrikova
Mariya Nikoláyevna Vostrikova –en ruso, Мария Николаевна Вострикова– (2 de noviembre de 1993) es una deportista rusa que compite en halterofilia. Ganó una medalla de plata en el Campeonato Europeo de Halterofilia de 2017, en la categoría de 75 kg.

## Palmarés internacional
| Campeonato Europeo | Campeonato Europeo | Campeonato Europeo | Campeonato Europeo |
| Año                | Lugar              | Medalla            | Categoría          |
| ------------------ | ------------------ | ------------------ | ------------------ |
| 2017               | Split (Croacia)    | Medalla de plata   | 75 kg              |